# Setodes kuehbandneri
Setodes kuehbandneri là một loài Trichoptera trong họ Leptoceridae. Chúng phân bố ở miền Cổ bắc.